# Trois Sauts
Trois Sauts (en teko : Ɨtu wasu) est un groupe de quatre villages amerindiens Wayampis et Tekos situés à l’extrême sud du fleuve Oyapock, sur la commune de Camopi, en Guyane près de la frontière avec le Brésil. Trois Sauts contient les villages de Roger, Zidock (ou Zidok), Yawapa et Pina.

## Histoire
Trois Sauts a été créé dans les années 1950, et nommé d'après une cascade près de la source de la rivière. Le nom était une erreur de traduction, car la cascade a quatre niveaux rendant impossible le passage en bateau, et isolant ainsi la zone amont du Brésil de l'aval de la Guyane. Les habitants des Trois Sauts venaient des zones amont. Ce n'est qu'en 1969 que les villages de Roger et Zidock ont été créés. Depuis 2012, les villages se trouvent dans une zone de développement local durable du parc amazonien de Guyane et dispose d'un office du parc.
Même si Trois Sauts est une communauté isolée et éloignée des champs aurifères de Camopi, la population des villages a eu la plus forte contamination au mercure, car elle vit de cassave, chasse et pêche sans accès aux grandes surfaces.
De grave cas de saturnismes persistent en Guyane où l'exposition est selon Santé publique France (Bulletin 2020) 50 fois plus élevée qu'en métropole ; le saturnisme touche « un enfant de Guyane sur 5, de 1 à 6 ans, selon l'étude Guyaplomb », et « c'est sur le fleuve Oyapock que les données sont les plus inquiétantes, puisque 78% (n=96) de la population dépistée dépasse le seuil de déclaration obligatoire, dont 30,1% des cas avec une plombémie entre 100 et 249 μg/L (n=37) ». Ce saturnisme est attribué aux cartouches utilisée pour la chasse vivrière (« une étude préliminaire à Trois Sauts (sur l'Oyapock, dans le Parc amazonien de Guyane) laisse soupçonner une signature isotopique du plomb contenu dans les grenailles de chasse très proche de la signature du plomb sanguin des enfants prélevés »). Mais la consommation de manioc (qui peut concentrer le plomb), des ustensiles contaminés semblent aussi en cause...

## Infrastructure
Trois Sauts possède une école, un dispensaire
, et depuis 2013, une annexe de la commune. En 2020, une centrale hydroélectrique dans la cascade a été achevé afin d'alimenter en électricité les villages.

## Transports
Les villages ne sont accessibles que par la rivière. Il est situé à deux jours de bateau de Saint-Georges ou à un jour de Camopi. L'accès aux villages n'est possible qu'avec un permis spécial, remis par la préfecture,.